# 스위스 스테이크

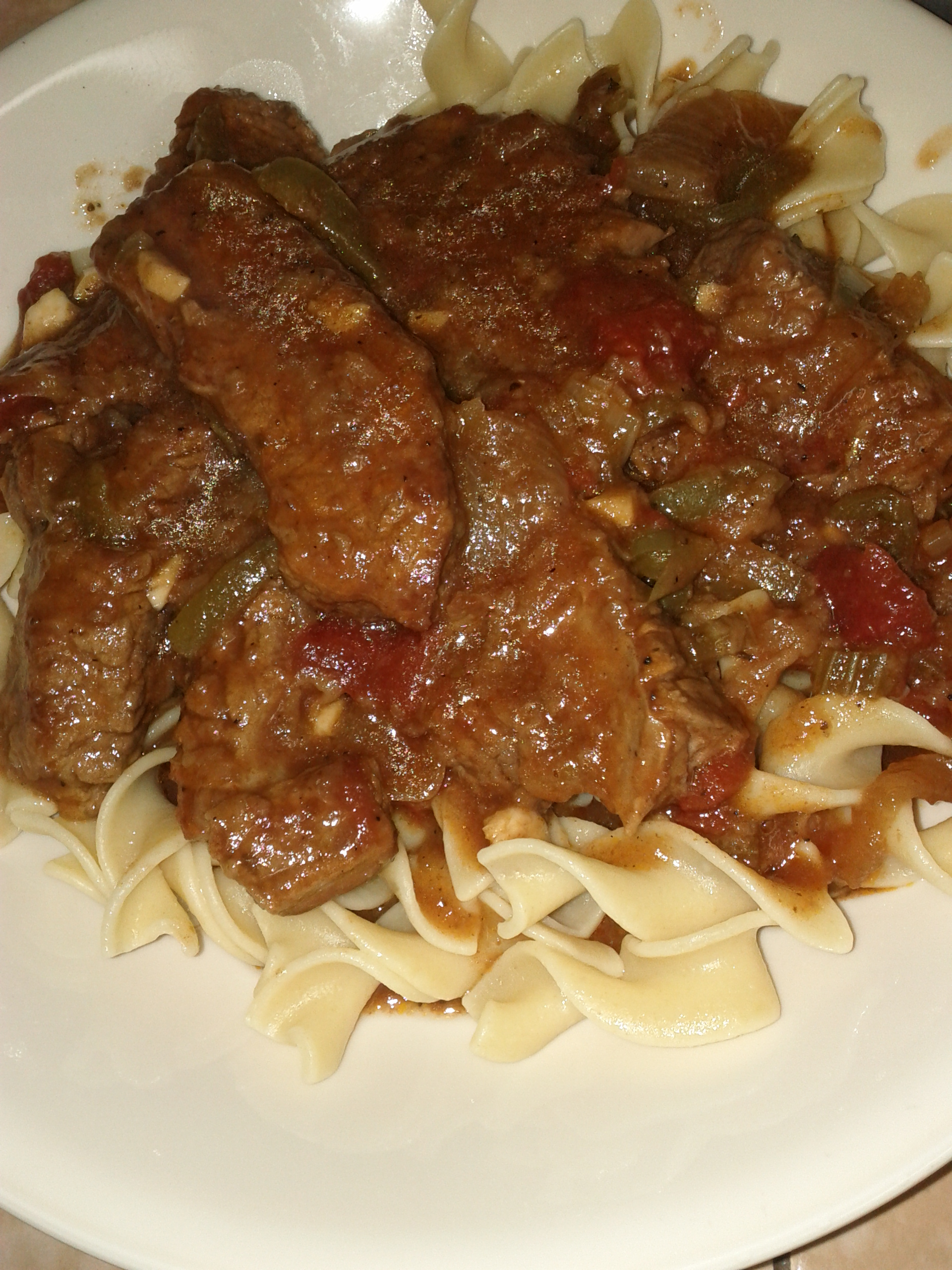

스위스 스테이크(Swiss Steak)는 주로 쇠고기로 만든 고기 요리로, 끓인 야채와 양념을 냄비에 넣고 끓이기 전에 굴리거나 두드려서 볶는 요리이다. 그레이비 소스와 함께 제공되는 경우가 많다. 스토브나 오븐에서 만들어지며, 이름에서 알 수 있듯이 스위스에서 이름을 얻은 것이 아니라 "스위싱(Swissing)"이라고 불리는 두드리거나 굴려서 부드럽게 만드는 기술이다.

## 같이 보기
- 솔즈베리 스테이크